# Liên (họ)
Liên là một họ của người châu Á. Họ này có ở Việt Nam, Trung Quốc (chữ Hán: 連, Bính âm: Lián) và Triều Tiên (Hangul: 연/련, Romaja quốc ngữ: Yeon/Ryeon). Họ này đứng thứ 330 trong danh sách Bách gia tính. Theo thống kê năm 2007, Liên là họ phổ biến thứ 73 ở Đài Loan.

## Người Việt Nam họ Liên
- Liên Bỉnh Phát, diễn viên và MC người Việt Nam
- Liên Khui Thìn, doanh nhân

## Người Trung Quốc họ Liên
- Liên Chấn Tường, nam ca sĩ người Đài Loan
- Liên Tịnh Văn, diễn viên Trung Quốc
- Liên Thi Nhã, nữ ca sĩ Hồng Kông
- Liên Hoài Vĩ, nam ca sĩ Trung Quốc